# 에모토 유코
에모토 유코(일본어: 恵本 裕子, 1972년 12월 23일~)는 일본의 유도 선수이다. 1996년 하계 올림픽 여자 하프미들급에서 금메달을 획득했다.

## 개인사
1999년 7월 대한민국의 유도 선수인 김혁과 결혼했다.